# Femtoseconde
| Kleinere eenheden | Kleinere eenheden | Kleinere eenheden |
| factor            | naam              | symbool           |
| ----------------- | ----------------- | ----------------- |
| 10−30             | quectoseconde     | qs                |
| 10−27             | rontoseconde      | rs                |
| 10−24             | yoctoseconde      | ys                |
| 10−21             | zeptoseconde      | zs                |
| 10−18             | attoseconde       | as                |
| 10−15             | femtoseconde      | fs                |
| 10−12             | picoseconde       | ps                |
| 10−9              | nanoseconde       | ns                |
| 10−6              | microseconde      | µs                |
| 10−3              | milliseconde      | ms                |
| 1                 | seconde           | s                 |
| 103               | kiloseconde       | ks                |

Een femtoseconde is een biljardste van een seconde (10−15 van een seconde, genoteerd 1 fs). Het woord wordt gevormd door het SI-voorvoegsel femto, gevoegd bij de eenheid seconde. In het dagelijks taalgebruik is het ongewoon om in femtoseconden te spreken, omdat het vele ordes van grootte kleiner is dan wat mensen zonder hulpmiddelen kunnen waarnemen. Deze eenheid wordt vooral gebruikt bij bepaalde (kwantum)optische en kwantumfysische verschijnselen (zoals femtoseconde-laserpulsen en chemische reacties):
- de periode van zichtbaar licht is ongeveer 2 femtoseconde.
- 200 femtoseconde is de tijd voor een chemische reactie zoals de pigmentreactie in het oog bij verandering van lichtinval